# Steve Bullock
Stephen Clark (Steve) Bullock (Missoula, 11 april 1966) is een Amerikaans politicus van de Democratische Partij. Tussen 2013 en 2021 was hij de gouverneur van de Amerikaanse staat Montana.

## Levensloop

### Jeugd
Bullock werd geboren in Missoula in de staat Montana, maar verhuisde al op vierjarige leeftijd met zijn ouders naar Helena, de hoofdstad van die staat. Hier groeide hij op en ging hij naar school. Na de scheiding van zijn ouders werd Bullock door zijn moeder verder grootgebracht. Het gezin was niet rijk. Om aan geld te komen, had Bullock op jonge leeftijd al diverse baantjes. Zo maaide hij gazons en bracht hij samen met zijn oudere broer Bill de ochtendkrant rond. Onderdeel van hun dagelijkse bezorgroute was het huis van de gouverneur.
Naast zijn baantjes bracht Bullock tijdens zijn jeugd veel tijd door in de natuur. Hij maakte wandelingen in de bergen rond Helena, deed aan vissen in nabijgelegen rivieren en ging uit varen op de rivier de Missouri. Tijdens zijn periode op de middelbare school was hij een fervent veldloper en verdiende hij wat geld als begeleider op een rondvaartboot. Daarnaast werkte hij in de avonduren in een Mexicaans restaurant en was hij op zijn school voorzitter van de studentenraad. In 1984 slaagde hij voor zijn examens. Nadat zijn moeder hertrouwde, kreeg Bullock in het gezin gezelschap van drie stiefbroers en -zussen van dezelfde leeftijd als hij.

### Studies
Na de middelbare school overwoog Bullock om, net als zijn vrienden, te gaan studeren aan de Universiteit van Montana in zijn geboorteplaats Missoula, maar zijn moeder overtuigde hem ervan om over de grenzen van Montana heen te kijken. Zijn keuze viel uiteindelijk op Claremont McKenna College in Claremont (Californië) waar hij politieke wetenschappen, filosofie en economie ging studeren. Hier kreeg Bullock te maken met financiële ongemakken; hoewel hij hard werkte, moest hij ook leningen afsluiten om op tijd af te studeren. Nadat hij in 1988 zijn bachelordiploma behaalde, kreeg Bullock vervolgens een baan aangeboden bij een beleggingsonderneming in Philadelphia. Hij verhuisde, maar hield het werk, deels vanwege het tegenvallende salaris, niet lang vol. Hij kreeg heimwee naar Montana en keerde terug naar huis om zijn oude baantje op de rondvaartboot weer op te pakken. Ook ging hij in Helena aan de slag voor de lokale afdeling van de Democratische Partij.
In de herfst van 1991 begon Bullock aan een nieuw avontuur. Hij vertrok voor een tweede maal naar het oosten van de Verenigde Staten, ditmaal om er rechten te gaan studeren aan de Columbia-universiteit in New York. Hier studeerde hij in 1994 cum laude af. Vervolgens werkte hij zich omhoog bij verschillende advocatenkantoren, maar in het najaar van 1996 kwam hij terug naar Montana om daar de zorg voor zijn zieke vader op zich te nemen. In de periode die volgde ontmoette hij Lisa Downs, die hij nog kende van de middelbare school. Bullock trouwde haar in 1999 en ze kregen drie kinderen.

### Politiek
Tijdens zijn periode in New York zette Bullock zijn eerste actieve stappen in de politiek. Hij accepteerde in 1992 een aanbod om campagneleider te worden voor Joe Mazurek, die in Montana in de race was om minister van Justitie te worden. Onder leiding van Bullock werden de verkiezingen gewonnen, en hiermee groeiden ook zijn eigen politieke ambities. Toen Bullock in 1996 terugkeerde in Helena, kreeg hij een baan als advocaat van Mike Cooney, die op dat moment Secretary of State van Montana was. Aansluitend kwam Bullock weer in contact met Mazurek en werkte tussen 1997 en 2001 op zijn ministerie van Justitie, eerst als zijn persoonlijke assistent en daarna als zijn plaatsvervanger.
Toen Mazurek zich na twee termijnen niet nogmaals verkiesbaar mocht stellen als minister van Justitie, besloot Bullock zich kandidaat te stellen voor zijn opvolging. Diverse partijgenoten waarschuwden dat hij te weinig ervaring had om een kans te maken en kregen hierin gelijk: Bullock verloor de Democratische voorverkiezing in 2000 van Mike McGrath, een politieke veteraan. Na dit verlies trok Bullock in 2001 naar Washington D.C. om als advocaat aan de slag te gaan bij de firma Steptoe & Johnson. Hij behield deze baan tot 2004 en was tegelijkertijd ook werkzaam als hoogleraar rechten aan de George Washington-universiteit.
In 2004 opende Bullock een eigen advocatenpraktijk in Helena, maar zijn ambities voor een hoge functie binnen de politiek van Montana bleven aanwezig. In 2008 achtte hij de tijd rijp om nogmaals een poging te wagen om minister van Justitie te worden. Hij stelde zich verkiesbaar en slaagde er ditmaal in de Democratische voorverkiezing te winnen. Vervolgens nam hij het op tegen de Republikein Timothy Fox, en versloeg hem met 52% van de stemmen. Op 5 januari 2009 werd Bullock aangesteld als minister van Justitie.

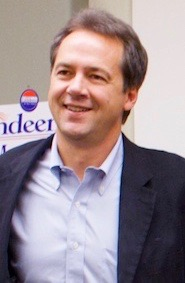
Steve Bullock op verkiezingscampagne in Glasgow, Montana in 2012.

### Gouverneur
Na één termijn als minister van Justitie, wierp Bullock zich op 7 september 2011 in de strijd voor het hoogste ambt in Montana: het gouverneurschap. Hiermee werd hij een van de belangrijkste kandidaten voor de opvolging van zijn partijgenoot Brian Schweitzer, die het gouverneurschap acht jaar lang in handen had en zich niet nogmaals verkiesbaar mocht stellen. Met John Walsh als zijn running mate kreeg Bullock in de Democratische voorverkiezing weinig tegenstand; hij wist met 87% van de stemmen een monsteroverwinning te behalen op zijn enige tegenstrever Heather Margolis. Spannender was de campagne voor de algemene verkiezingen, waarin Bullock het moest opnemen tegen de Republikeinse gegadigde Rick Hill. De twee waren zeer aan elkaar gewaagd. Hoewel Bullock bij de bevolking van Montana meer naamsbekendheid bezat, beschikte Hill over meer sponsors. Verspreid over de staat werden in de campagneperiode zeven debatten gehouden, waarbij Hill voornamelijk een economische koers predikte en Bullock inzette op een verlenging van het progressieve beleid van gouverneur Schweitzer. De peilingen voorspelden een nek-aan-nek-race die nipt in het voordeel van de Republikeinen zou uitvallen, maar op 6 november 2012, de dag van de verkiezingen, was het Bullock die aan het langste eind trok. Hij werd verkozen met bijna 49% van de stemmen, terwijl Hill bleef steken op 47,3%. Het gouverneurschap van Montana bleef zodoende in Democratische handen en Bullock werd op 7 januari 2013 ingezworen in Helena.
In zijn eerste termijn als gouverneur moest Bullock tweemaal zijn luitenant-gouverneur vervangen. In februari 2014, een jaar na zijn aantreden, vertrok luitenant-gouverneur Walsh naar de Amerikaanse Senaat ter vervanging van senator Max Baucus, die benoemd was tot Amerikaans ambassadeur in China. Bullock wees hierop Angela McLean aan als nieuwe luitenant-gouverneur, maar ook zij vertrok voortijdig toen zij in januari 2016 een andere hooggeplaatste baan kreeg in het hoger onderwijs. Geruchten dat McLean door Bullock de deur gewezen was, werden door de gouverneur ontkend. Bullocks derde luitenant-gouverneur werd oude bekende Mike Cooney, die vanaf januari 2016 in functie trad.
Op 8 november 2016 werd Bullock bij de gouverneursverkiezingen herkozen voor een tweede ambtstermijn. Hij behaalde de helft van de stemmen, tegen ruim 46% voor zijn Republikeinse tegenkandidaat Greg Gianforte. In de periode 2018–2019 was hij voorzitter van de National Governors Association.

### Landelijke campagnes
Tijdens zijn tweede en wettelijk laatste termijn als gouverneur solliciteerde Bullock openlijk naar volgende politieke functies. Zo stelde hij zich in mei 2019 kandidaat voor de Amerikaanse presidentsverkiezingen van 2020. In de voorafgaande strijd om de Democratische nominatie slaagde hij er echter niet in genoeg sponsors te werven en werd hij in de peilingen ook niet gezien als een serieuze kanshebber. In december 2019, elf maanden voor de verkiezingen, besloot hij zijn presidentiële campagne weer op te schorten.
Bullock stelde zich in maart 2020 vervolgens verkiesbaar voor een van de twee zetels van Montana in de Amerikaanse Senaat. Hij werd hiertoe overgehaald door senator Chuck Schumer en oud-president Barack Obama, die meenden dat Bullock de meest geschikte kandidaat zou zijn om het op te nemen tegen de zittende Republikein Steve Daines. Bij zijn kandidaatstelling kreeg Bullock de steun van vrijwel alle andere Democraten die in de race waren voor deze functie, waardoor hij de Democratische voorverkiezing met zo'n 95% van de stemmen wist te winnen. Bij de algemene congresverkiezingen, in november 2020, bleek hij tegen Daines echter niet opgewassen en werd hij duidelijk verslagen: 55% voor Daines tegen 45% voor Bullock was het resultaat.
Op 4 januari 2021 kwam een einde aan Bullocks gouverneurschap. De Republikein Greg Gianforte volgde hem op, nadat deze bij de gouverneursverkiezingen van 2020 een overwinning had behaald op Bullocks partijgenoot en luitenant-gouverneur Mike Cooney.
- Gemeinsame Normdatei: 1177310902
- International Standard Name Identifier: 0000 0005 0043 2265
- Library of Congress Control Number: no2019096055
- Virtual International Authority File: 5510154983548867860009
- WorldCat: E39PBJdmmpkC4t6kff9qCWfDv3